# Robert Hurley
Robert Hurley (Australia, 26 de septiembre de 1988) es un nadador australiano especializado en pruebas de estilo libre media distancia, donde consiguió ser medallista de bronce mundial en 2009 en los 4x200 metros.

## Carrera deportiva
En el Campeonato Mundial de Natación de 2009 celebrado en Roma ganó la medalla de bronce en los relevos de 4x200 metros estilo libre, con un tiempo de 7:01.65 segundos, tras Estados Unidos (oro con 6:58.55 segundos que fue récord del mundo) y Rusia (plata).